# Bürgergärten (Lübeck)

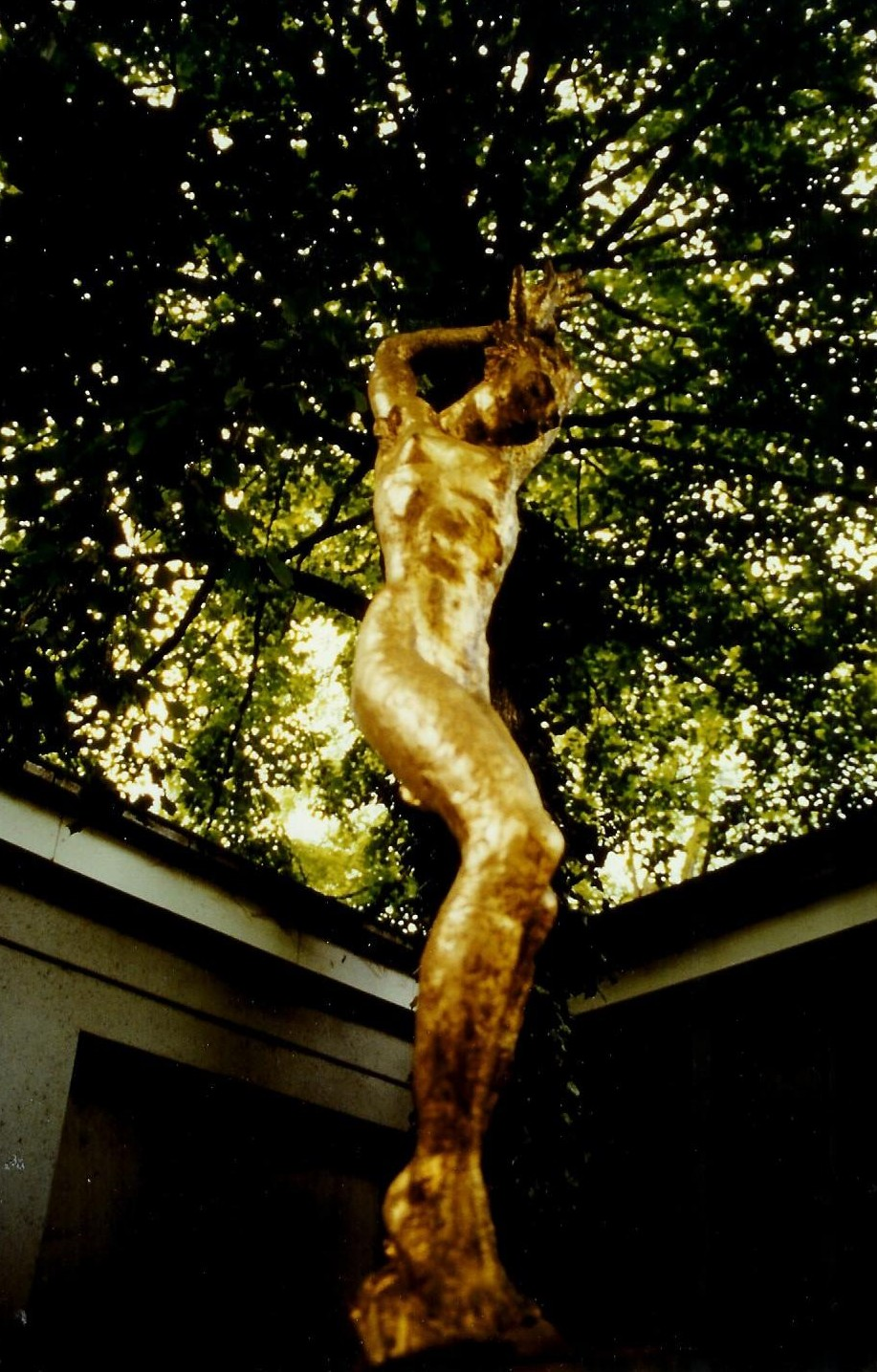
Renée Sintenis: Daphne, Bronze, 1961

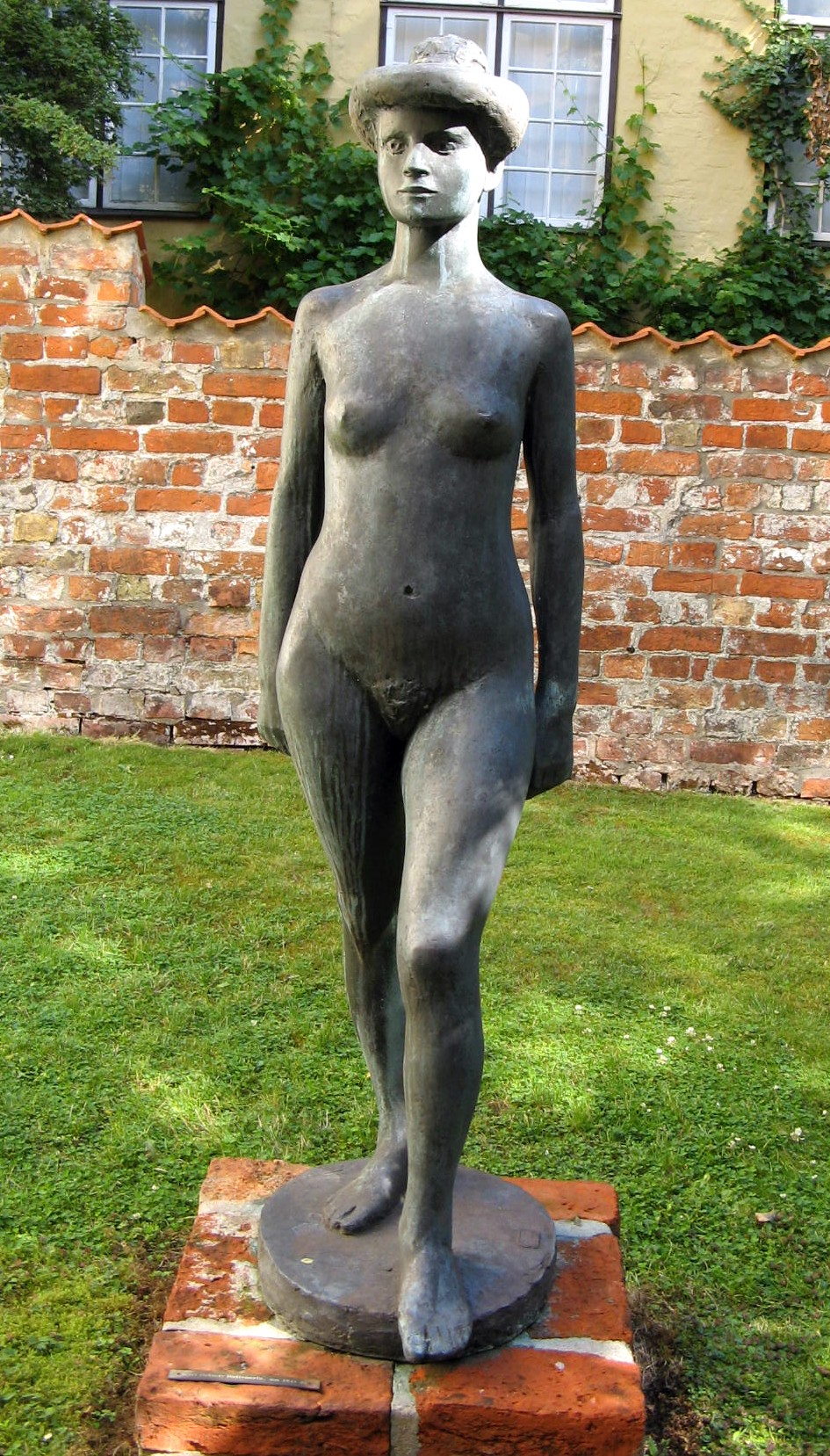
Klaus Kütemeier: Stehende weibl. Figur, 1980

Die Bürgergärten sind eine kleine Parkanlage in der Lübecker Altstadt, die im Konsens der Eigentümer als Skulpturenpark nach einem untereinander abgestimmten Konzept gestaltet und der Öffentlichkeit überwiegend zugänglich ist.

## Gärten als Park
Die Lübecker Bürgergärten befinden sich hinter dem klassizistischen Ensemble der Königstraße 3–11 und verbinden rückwärtig das Heiligen-Geist-Hospital östlich der Königstraße derzeit durch die Gärten rückwärtig bis zu den Gartenflügeln des Museums Behnhaus (Nr. 11). Der Garten des Heiligen-Geist-Hospitals erinnert an einen Klostergarten. Die weiteren Gärten sind in Anlehnung an die Zeit des Klassizismus angelegt, aber mit Skulpturen der Moderne ausgestattet und seit 1981 durch einen Querweg mit Durchlässen durch Mauern und Einfriedungen für Besucher erschlossen, der die einzelnen Hausgärten zu einer geschlossenen Parkanlage verbindet. Die Parkanlage inmitten der Großstadt überrascht mit der Ruhe, die sie vermittelt. Der Weg gestattet den für Lübeck einmaligen Blick auf die Rückseiten repräsentativer Bürgerhäuser im Weltkulturerbe der Altstadt mit ihren typischen Flügelbauten in den Garten hinein. Im Garten hinter der Gesellschaft zur Beförderung gemeinnütziger Tätigkeit liegt der Bungalow des Probenheims der Lübecker Knabenkantorei des Architekten Christoph Deecke aus dem Jahr 1966. Im Garten hinter dem Museum Behnhaus befindet sich im Stil der Neuen Sachlichkeit der Pavillon des Lübecker Kunstvereins, der Overbeck-Gesellschaft, ein Werk des Architekten Wilhelm Bräck aus dem Jahr 1930.
Die Erweiterung der Bürgergärten bis zur Rückseite der Häuser an der Glockengießerstraße ist geplant. Sie bedarf jedoch noch der Zustimmung einiger privater Eigentümer von Gebäuden an der Königstraße. An der Glockengießerstraße sind nunmehr als Anfang von der anderen Seite der rückwärtige Hof des Günter-Grass-Hauses und das Willy-Brandt-Haus Lübeck an der Königstraße 21 unter Einbeziehung des Gartens der Nr. 19 rückwärtig miteinander verbunden.
Nach Osten werden die Bürgergärten durch die Mauer zu einem Schulgelände begrenzt.

## Skulpturen in den Bürgergärten

### Behnhausgarten
Im Behnhausgarten steht die vergoldete Daphne (1930) von Renée Sintenis aus Bronze. Die Skulptur, welche die einzige von der Künstlerin vergoldete war, wurde von der Bildgießerei Hermann Noack aus Berlin-Friedenau gegossen und von ihr 1961 neu vergoldet. Außerdem befindet sich im Behnhausgarten eine Stehende weibliche Figur (1980) von Klaus Kütemeier, einem Schüler von Gustav Seitz, aus schwarzem Granit. Eine Arbeit Fritz Behns ist der Fauchende Leopard (1932), ein Bronzeguss C. Leyrers aus München, der auf einem Backsteinsockel steht. Georg Kolbe, ein Schüler von Louis Tuaillon, schuf 1924 die Verkündung, eine Replik seines Denkmals für gefallene Buchhändler des Ersten Weltkriegs in Leipzig. Die heute zu sehende Bronzeskulptur auf Backsteinsockel ist eine Leihgabe der Städtischen Galerie Frankfurt am Main. Sie ersetzt die originale Skulptur, die 1927 erworben, aber 1940 entfernt wurde und sich heute im Georg-Kolbe-Museum in Berlin befindet.

### Garten der Gemeinnützigen
Der Garten der Gemeinnützigen wurde regelmäßig durch Lübecker Gartenarchitekten geformt: zunächst vor dem Ersten Weltkrieg eine Anlage von Erwin Barth wurde er 1924 durch Harry Maasz und 2002 durch das Büro Kühlert ter Balk neu gestaltet. In diesem Garten befindet sich die Plastik Gewachsene Form (1983) von Peter Lei (* 1965 in Lübeck). Von 1983 stammt dort ebenfalls Fallen Snow des Bildhauers Bård Breivik (* 1948 in Bergen/Norwegen), eine Gruppenplastik aus schwedischem Basalt. Die Plastiken gingen aus einem Bildhauersymposium im Jahr 1983 hervor, ebenso wie Eva von Christa Baumgärtel (* 1947 in Kaufbeuren) aus Cottaer Sandstein aus dem Raum Pirna. Eine Auftragsarbeit der Prof.-Paul-Brockhaus-Stiftung Lübeck waren die beiden Terrakotta-Figuren auf einem Backsteinsockel von 1970, Flötespielen und Lauschen von Marianne Brand, die 1920 in Danzig geboren wurde und später in Lübeck lebte.

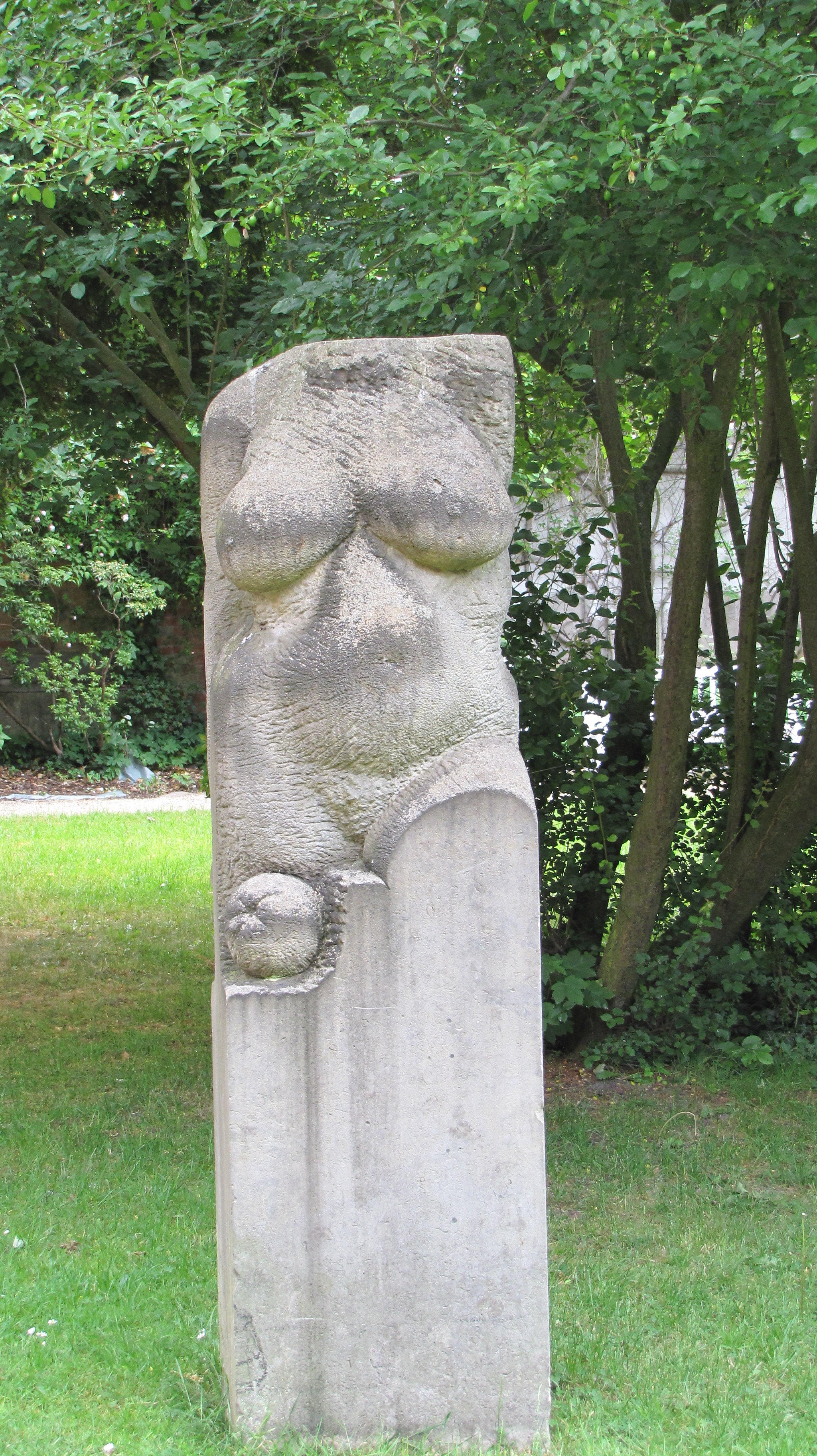
Eva
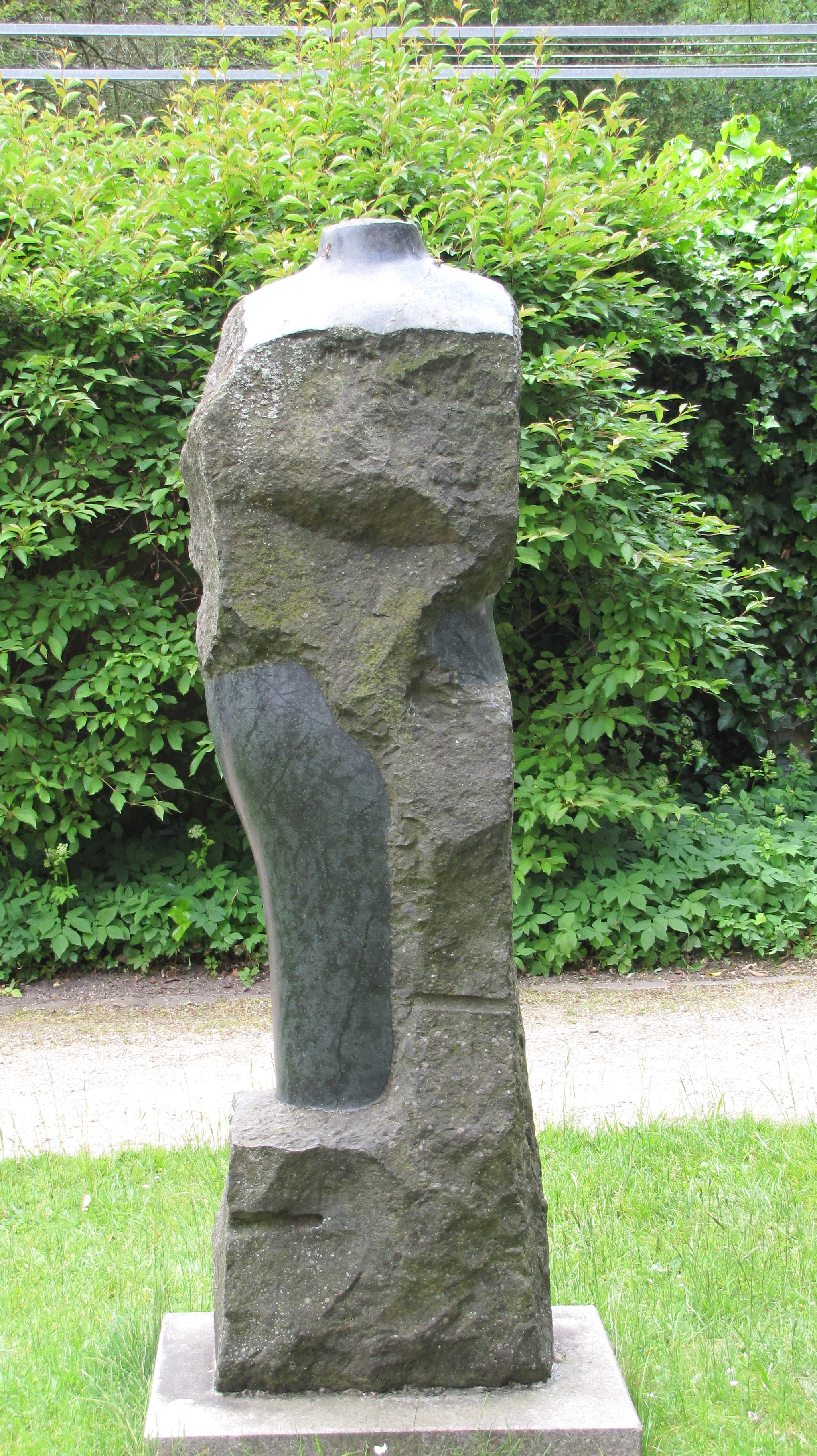
Fallen snow
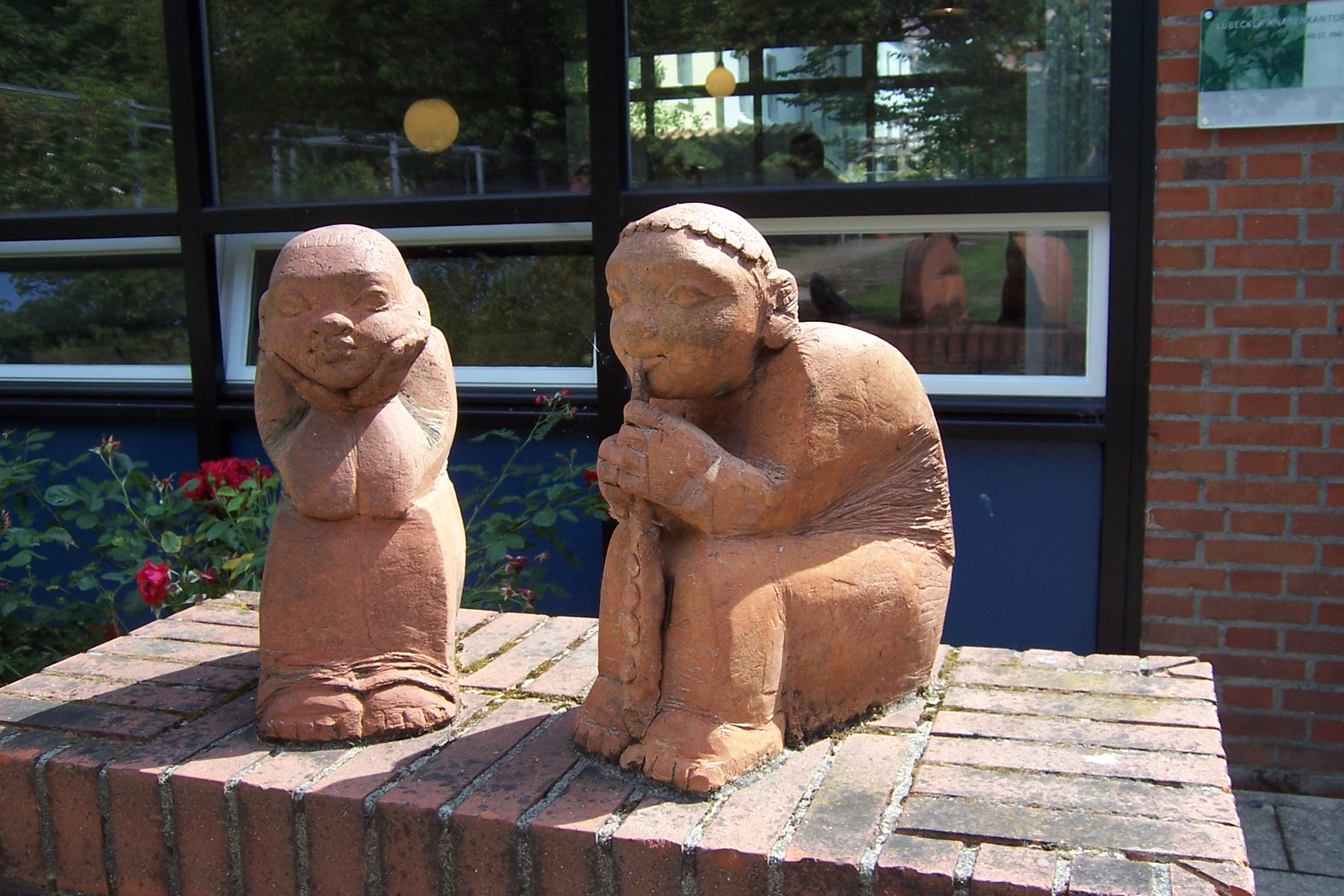
Flötespielen und Lauschen